# Полёт дракона (роман)
Полёт дракона  (1968) — первая книга фантастической эпопеи «Всадники Перна» американской писательницы Энн МакКефри.
Полёт дракона был впервые опубликован в журнале научной фантастики Аналог. Первая часть романа под названием «Поиск» была опубликована в октябре 1967 с иллюстрациями Джона Шонхерра
Вторая часть, «Dragonrider» была выпущена в декабре 1967
Роман в полном виде был опубликован издательствами Corgi и Ballantine Books
В 1968 «Поиск» был номинирован на премии «Хьюго» в номинации лучшая повесть и «Небьюла» в номинации за лучшую повесть, выиграв «Хьюго».
На следующий год «Dragonrider» был номинирован на «Хьюго» и выиграл «Небьюлу».

## Описание сюжета
Введение: Действие романа происходит на планете Перн, заселённой потомками земных колонистов. Поселенцы отказались от космических кораблей и от многих видов техники, поскольку это представлялось ненужным на девственной планете. После утраты связи с родной планетой на них свалилась страшное бедствие. С проходившей близ орбиты Перна чужой планеты под названием Алая звезда на них обрушились потоки Нитей — грибовидных спор, способных пересекать межпланетное пространство. Попав в атмосферу, они зарываются в землю и размножаются, пожирая органику и выжигая почву. Понеся страшные потери, люди были вынуждены перебраться с плодородного, но низменного и не дающего защиты Южного материка на скалистый Северный материк, где в горах и пещерах они вырубали себе жилища-крепости (холды), дающие им защиту от Нитей. Претерпело изменение и социальное устройство — власть перешла в руки появившихся лордов холдов. Учёные применили план по защите: согласно первой ступени плана методами генетической селекции был усовершенствован один из видов местных животных, он превратился в огромных крылатых огнедышащих драконов (драконы Перна). Вторая часть плана обещала стопроцентную защиту, но требовала большего времени и вскоре о ней напрочь забыли. Так как содержать драконов в тесноте холдов было невозможно, их вместе со всадниками — людьми, способными на телепатических контакт с драконами, переселили в кратера потухших вулканов (Вейры). Теперь люди находились под защитой. Раз в двести лет Алая звезда приближалась к Перну, в течение пятидесяти лет Нити сыпались на почву Перна, но драконы поднимались в воздух и сжигали Нити. 
Однажды Алая звезда прошла мимо Перна, но его небеса остались чистыми. Прошло четыреста лет. Люди забыли об угрозе, история стала восприниматься как сказки и легенды. Единственный оставшийся Вейр хирел и бедствовал, сами всадники уже не верили в угрозу падения Нитей. Но прошло время и Алая звезда вновь появилась на небосклоне Перна.
Сюжет романа: Крыло всадников под командой молодого амбициозного командира Ф’лара прибывает в холд Руат, где они встречаются с узурпатором Фэксом, сколотившим империю из покорённых им холдов. Ф’лар верит в древние легенды и ищет новую достойную Госпожу Вейра, способную контролировать золотую королеву (самку дракона, способную к репродукции). Он находит девушку с мощными телепатическими способностями — Лессу, дочь владетеля холда, семья которого была вырезана людьми Фэкса. Лесса смогла укрыться от резни и семь лет влачила существование под маской служанки. Благодаря её ментальной силе и непрестанной деятельности Руат пришёл в упадок. Фэкс в гневе отрекается от холда в пользу своего нерождённого наследника. Ф’лар вступает с ним в поединок и убивает лорда. Он предлагает Лессе вместо владычицы нищего холда стать Госпожой Вейра. Лесса соглашается и Ф’лар увозит её в Вейр Бенден, где она проходит Запечатление с только что вылупившейся королевой по имени Рамота. Во время брачного полёта Рамоты дракон Ф’лара Мнемент догоняет королеву, Ф’лар становится предводителем Вейра. Он отбивает нападение лордов холдов и начинает готовиться к обороне планеты. Лесса случайно обнаруживает, что драконы могут также перемещаться и во времени (правда на людей это тяжело влияет). Начинается падение Нитей, драконы вступают в неравный бой. Несмотря на поддержку жителей холдов, сил всадников не хватает, чтобы прикрыть весь Перн. Лесса задаётся вопросом, что же случилось с обитателями пяти остальных Вейров, они куда-то пропали четыреста лет назад. Прослушав старинную балладу она догадывается, что всадники могли отправиться в будущее, на новую битву с Нитями и совершает прыжок на четыреста лет назад, едва оставшись в живых. Ей удаётся убедить предводителей пяти Вейров отправиться с ней в будущее. Двигаясь сквозь время скачками по 20-30 лет они приводят своих людей и драконов в настоящее время и вступают в битву с Нитями.